# David Malpass
David Robert Malpass (8 de março de 1956) é um analista econômico e ex-funcionário do governo estadunidense que atua como presidente do Grupo Banco Mundial desde 2019. Malpass anteriormente serviu como subsecretário do Tesouro para Assuntos Internacionais sob Donald Trump, Subsecretário adjunto do Tesouro sob Ronald Reagan, Subsecretário adjunto de Estado sob George H.W. Bush. Atuou como economista-chefe do Bear Stearns nos seis anos anteriores ao seu colapso.
Durante a eleição presidencial nos Estados Unidos em 2016, Malpass atuou como assessor econômico de Donald Trump e, em 2017, foi nomeado e confirmado subsecretário do Tesouro para Assuntos Internacionais do Departamento do Tesouro. Malpass foi eleito presidente do Banco Mundial em 4 de abril de 2019, tendo sido nomeado para o cargo em fevereiro de 2019 pelo governo Trump. Assumiu formalmente o cargo em 9 de abril de 2019. 